# Лукавецький Ярослав Корнилович
Ярослав Корнилович Лукавецький (28 березня 1908, Снятин, Івано-Франківська область — 14 травня 1993, там само) — український живописець, театральний художник, архітектор, член Спілки художників України.

## Біографія
Народився в Снятині 28 березня 1908 року в україномовній родині з польсько-німецьким і вірмено-турецьким походженням.
Дідусь по лінії матері Ярослава Лукавецького, уродженець німецької колонії Августдорф був власником кузні в центрі Снятина.
Батько Ярослава, Корнило Лукавецький був фінансовим працівником. Мати — Ядвіґа (уроджена Гаргестаймер), дочка нащадка німецьких колоністів Августдорфа, одного з найкращих ковалів Снятина. Весною 1915 року батька художника було мобілізованового до 36-го Коломийського полку, разом із сім'єю відправили у Границі (Моравія). Тут Ярослав пішов до німецької школи, де навчався до 1917. Після визволення Галичини від російської окупації родина Лукавецьких перебралася до Коломиї. Ярослав продовжив навчання у місцевій гімназії.
За порадою громадського діяча та цінителя гуцульського мистецтва Володимира Кобринського, поступив навчатися до мистецької школі Олекси Новаківського у Львові. Після студій в Олекси Новаківського навчався у приватній школі Альфреда Терлецького у Кракові. 1932 — стає студентом малярства Краківської академії красних мистецтв. Учасник мистецької студентської організації «Зарево» (1933—1936).
1934 — брав участь у VI виставці АНУМ у Львові. 1936 — повернувся до Коломиї, де відкрив першу на Покутті мистецьку школу для української молоді, що діяла до 1940.
Після вересня 1939 бере участь в організації обласного товариства художників, художньо-виробничих майстерень, художніх дитячих гуртків, обласних художніх виставок, упорядковує до них каталоги. Був серед організаторів Гуцульського ансамблю пісні й танцю.
Після 1944 працював головним художником Станіславського (нині Івано-Франківського) обласного драматичного театру. 1947 — став членом Спілки художників.
У травні 1951 заарештований внаслідок доносу. Судили в закритому суді без можливості захисту. Вирок — заслання на важкі лісові роботи. 80 художніх робіт митця були конфісковані. Відбував покарання в місцевості між ріками Костромою та Ветлугою, у селищі Сухобезводне.
25 червня 1956 — звільнений. В 1957 р. — повернувся до Снятина. Протягом 30 років працював у відділі архітектури Снятинського райвиконкому. Як архітектор займався реконструкцією шкіл, стадіонів, інших.
Влітку 1957 — організував при Снятинському будинку піонерів художню студію. Викладав у Снятинському культосвітньому училищі та загальноосвітніх школах.
1991 — реабілітований. Того ж року після смерті дружини митець переїхав до Львова.
До кінця життя був одним із поборників створення в Снятині власного музею міста.
Похований у рідному Снятині на старім міськім кладовищі (Малий Личаків) у родинному склепі Лукавецьких.

## Творчий шлях
Одне з перших вражень Ярослава — запах фарб, якими церковний маляр Оріховський малював портрети членів родини. Він був чи не єдиним на той час художником у місті.
У гімназії Ярослав зацікавився мистецтвом: у молодших класах збирав репродукції картин художників різних епох, багато малює з натури, копіює картини Ярослава Пстрака, Івана Труша, Осипа Куриласа, Михайла Івасюка, у 8-му класі навіть виконує декорації на замовлення професійних театрів.
Мешкаючи в Коломиї (1936—1940), влаштовував персональні виставки, зажив слави портретиста. Малював портрети відомих українських культурних діячів і політиків: Володимира Кобринського, Богдана Лепкого, Теофіла Окуневського. Звертався й до жанрового живопису, натюрморту, пейзажу.
У повоєнні роки малював декорації до вистав, портрети українських акторів: Амвросія Бучми, Наталі Ужвій, І. Косакової.
Після повернення з заслання створив низку творів, зокрема, портрет Наталі Семанюк (вдови Марка Черемшини). Розробив проект побудови художньо-меморіального музею Василя Касіяна у Снятині.
З нагоди 800-ліття Снятина (1958) розробив значок, поштову листівку, емблеми, художнє оформлення міста.
Відбулося декілька персональних виставок художника.
1991 — Івано-Франківський художній музей організував виставку творів художника, зокрема, театральних.
У приватному архіві сина художника, Мирона, збереглися твори митця, ескізи театральних декорацій та костюмів. Особливо цінним є рукопис спогадів художника «Знівечені сподівання».

### Окремі художні роботи
- «Портрет Богдана Хмельницького» (1929, папір, вугілля; 69×48 см; власність Національного музею народного мистецтва Гуцульщини та Покуття імені Йосафата Кобринського);
- «Портрет художниці Марії Гарасовської» (1935; власність сім'ї Марії Гарасовської)[2];
- «Портрет Володимира Кубійовича» (1936, полотно, олія; 90×65 см; власність Національного музею у Львові);
- «Портрет дружини у вікні» (1936; полотно, олія; 70×60 см; власність родини);
- «Портрет професора Дмитра Николишина» (1936; полотно, олія; 86×78 см; власність О. Гринька, Львів);
- «Портрет Володимира Кобринського» (1948, полотно, олія; 98×74 см; власність Національного музею народного мистецтва Гуцульщини та Покуття імені Йосафата Кобринського);
- «Пейзаж із видом на костел» (1945, фанера, олія; 22,5×28,5 см; депозит родини в Національному музеї народного мистецтва Гуцульщини та Покуття імені Йосафата Кобринського).
- «Портрет Наталі Семанюк, вдови Марка Черемшини» (1959, полотно, олія; 120×100 см, власність Музею Марка Черемшини у Снятині).
- Афіша до вистави за драмою Лесі Українки «У пущі» (1961, папір, гуаш, перо; 28×20 см; власність родини).

## Сім'я
Матір'ю Ярослава Лукавецького була етнічна німка, уродженка Августдорфу Ядвіга Гергестаймер (1888—1976) — донька німецького коваля з колонії Августдорф.

Дружина Надія (уроджена Кочій), з якою були поруч від юних літ. Народилася в с. Ліски Коломийського району, дочка директора тамтешньої школи. Учениця Коломийської жіночої гімназії. Вчителька, громадсько-політична діячка.

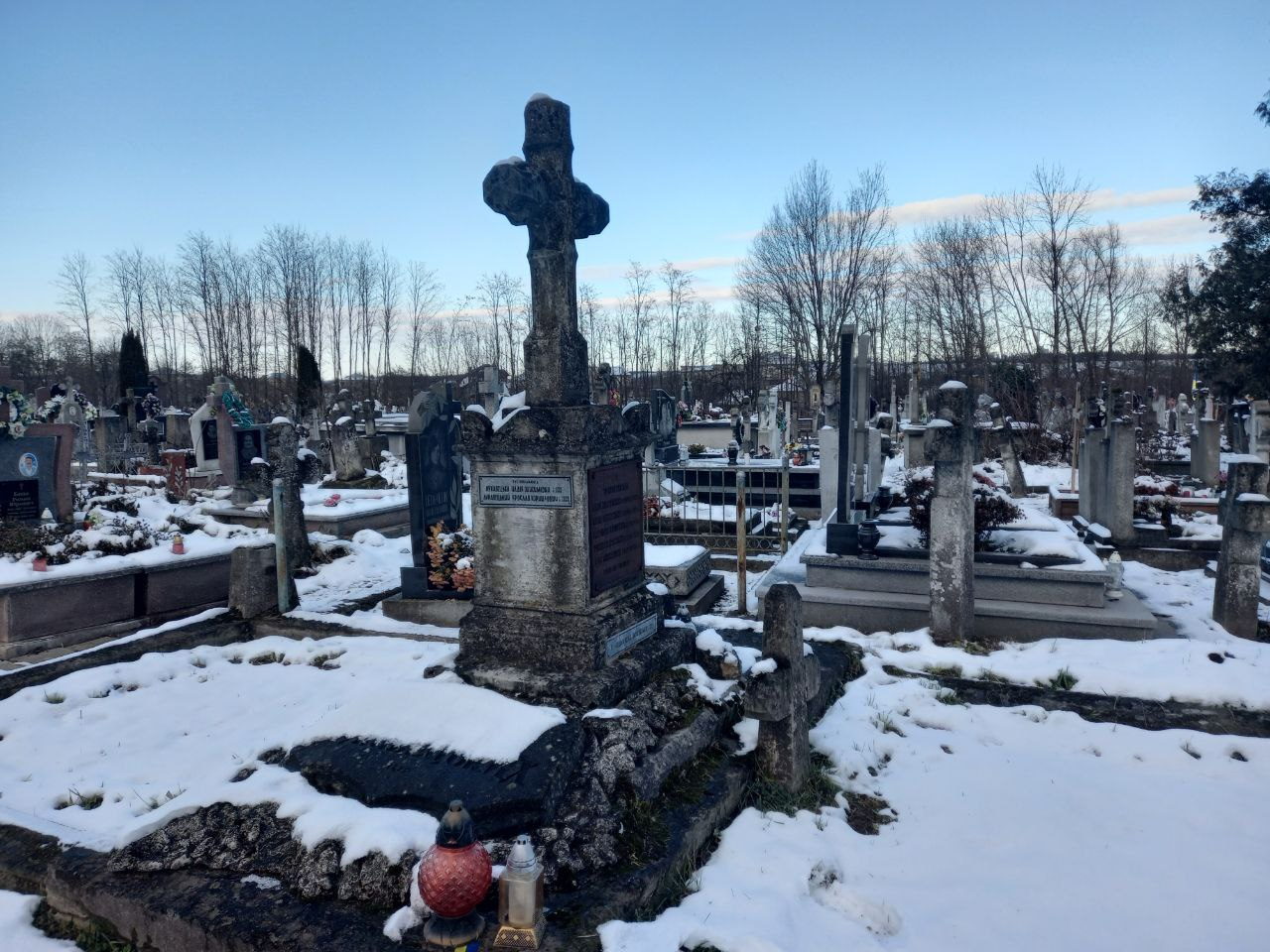
Могила Лукавецьких в Снятині, 2024.

Син Мирон (1938—2012) — головний режисер Першого українського театру для дітей та юнацтва, заслужений діяч мистецтв України. Мешкав у Львові. Похований на Янівському цвинтарі Львова. 
Син Олександр-Ждан (1942—2007) — районний архітектор у Снятині, який відстоював ідею утворення художньої галереї у приміщеннях Снятинської ратуші на честь свого батька.  

## Вшанування пам'яті
- Твори Лукавецького експонувалися на виставці, що відбулася у Львові 14 квітня — 24 серпня 1994.
- Виставка творів Я. Лукавецького відбулася 1998 в Національному музеї у Львові.
- Івано-Франківські обласна рада та ОДА заснували премію імені Я. Лукавецького в галузі образотворчого мистецтва й архітектури.
- У березні 2002 у стінах Львівського національного університету ім. Івана Франка відбулася виставка його театральних робіт.
- 2005 в Івано-Франківську на будинку, де художник мешкав у 1940-их, відкрито бронзову меморіальну таблицю із портретним зображенням.
- 2008 у Коломиї на приміщенні художньої школи ім. Я. Пстрака відкрито пам'ятну таблицю Я. Лукавецькому.
- У Снятині його іменем названа вулиця.